# Colleen Hanabusa
Colleen Wakako Hanabusa, född 4 maj 1951 i Waianae i Hawaiiterritoriet, är en amerikansk demokratisk politiker. Hon har varit ledamot av USA:s representanthus 2011–2015 och på nytt sedan 2016.
Hanabusa avlade 1977 juristexamen vid University of Hawaii och var därefter verksam som advokat. Hon kandiderade utan framgång till USA:s representanthus i fyllnadsvalet 2010 men blev invald i kongressvalet senare samma år med omval 2012. I mellanårsvalet i USA 2014 kandiderade hon inte till representanthuset utan misslyckades i sitt försök att bli invald i senaten. Kongressledamot Mark Takai avled 2016 och Hanabusa fyllnadsvaldes till representanthuset samtidigt som hon valdes till den därpå följande tvååriga mandatperioden.
Colleen är gift med John Souza.